# كفالة (قانون)

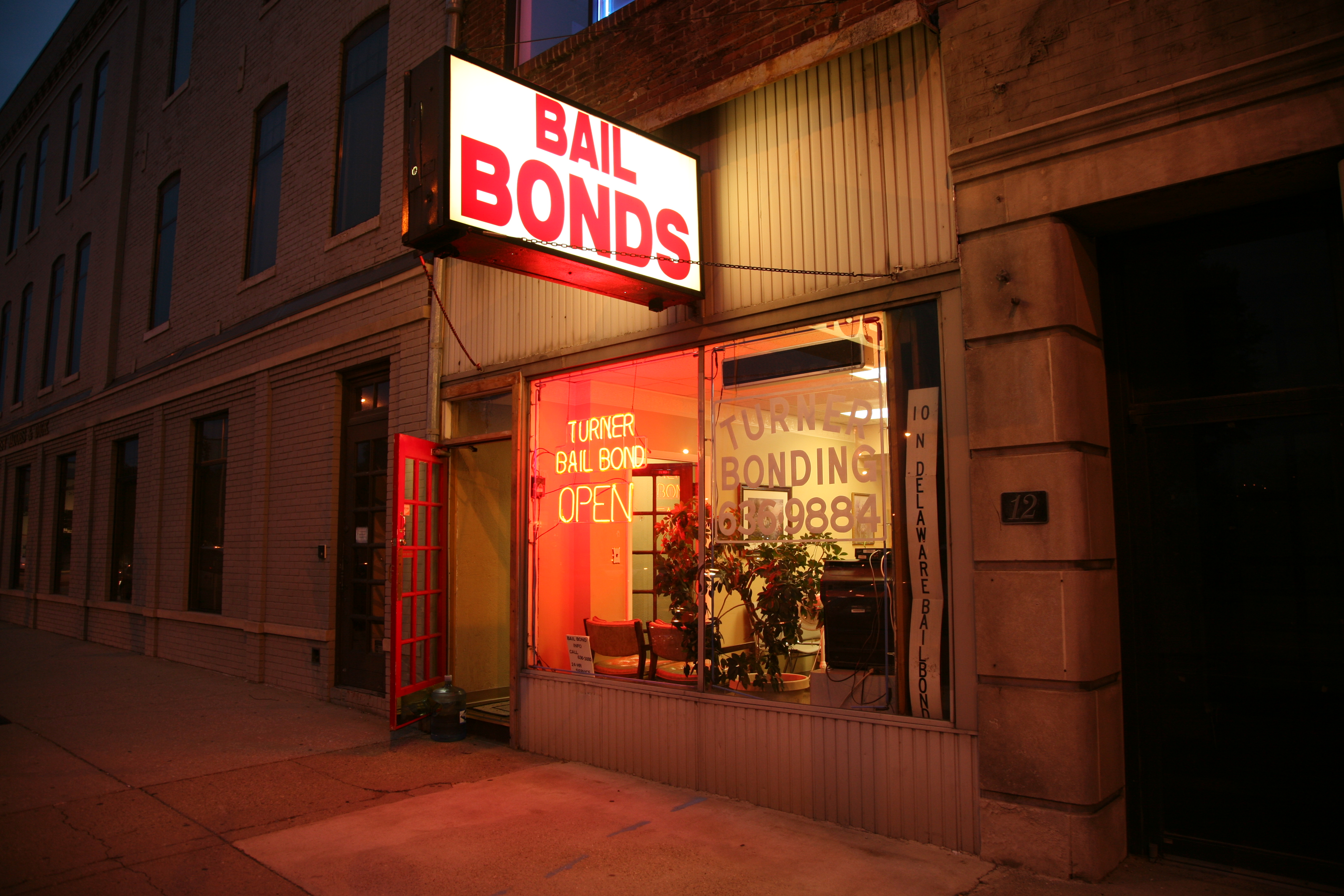

تقليدياً، الكفالة هي شكل من أشكال الممتلكات المودعة أو تعهد بتقديمها إلى المحكمة لاقناعها الإفراج عن مشتبه به من السجن، على أساس أن يعود المتهم للمحاكمة وإلا صودرت الكفالة. قد يُرجع المال في بعض الحالات في نهاية المحاكمة، إذا مُثِل أمام المحكمة في جميع الجلسات، بغض النظر عما إذا ثُبِت الشخص مذنبًا أو غيرَ مذنب في جريمة المتهم.
في بعض البلدان إطلاق السراح بكفالة هو أمر شائع.
بعض التشاريع قد تمنع الكفالة في بعض الجرائم، مثل جرائم القتل.